# أوليفر نابير
أوليفر نابير (بالإنجليزية: Oliver Napier)‏ هو سياسي بريطاني، ولد في 11 يوليو 1935 في بلفاست في المملكة المتحدة، وتوفي بنفس المكان في 2 يوليو 2011. حزبياً، نشط في حزب التحالف لأيرلندا الشمالية ‏. في الانتخابات البرلمانية في أيرلندا الشمالية 1973 ‏، انتخب عضو برلمان أيرلندا الشمالية 1973-1974 وقد انضم خلال فترته النيابية ‏ للكتلة البرلمانية حزب التحالف لأيرلندا الشمالية ‏ وفي انتخابات الجمعية التشريعية لأيرلندا الشمالية 1982 ‏، انتخب عضو الجمعية التشريعية لأيرلندا الشمالية 1982-1986 ‏ وقد انضم خلال فترته النيابية ‏ للكتلة البرلمانية حزب التحالف لأيرلندا الشمالية ‏ وانتخب Leader of the Alliance Party of Northern Ireland ‏.